# José Savino
José Ignacio Savino (Buenos Aires, 15 de diciembre de 1980) es un piloto argentino de automovilismo. Fue campeón de TC Pista en 2002 y compitió en Turismo Carretera entre 2003 y 2020. Es propietario del equipo Savino Sport.

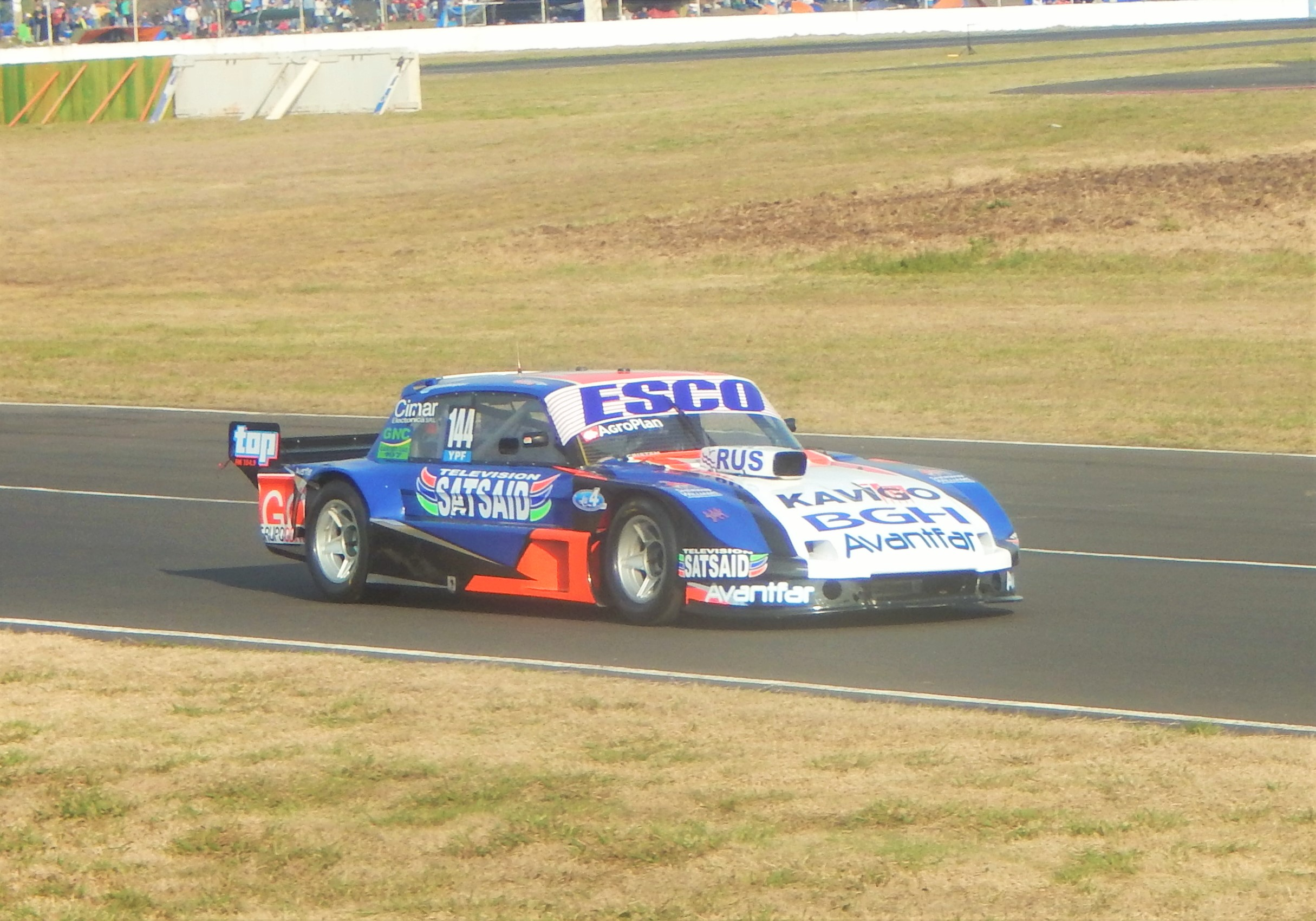
José Savino en Turismo Carretera.

## Carrera deportiva
Inició su carrera deportiva en los karting, siendo su debut en 1996. Compitió en categorías nacionales como la Fórmula Renault Argentina y la Súper Renault Argentina, el Top Race o el TC Pista. En 2002 obtuvo su máximo galardón al consagrarse campeón del TC Pista, obteniendo de esa forma el pase al Turismo Carretera. Desde 2003, compite en esa categoría a bordo de un Ford Falcon. En 2011, tuvo una pequeña incursión dentro del equipo JP Racing, donde piloteó un Dodge Cherokee.
En 2016, obtuvo su primera, y de momento única, victoria en el Turismo Carretera el 13 de junio de 2016 en el Autódromo Rosamonte de Posadas, válida por la octava fecha del campeonato de esa temporada. Se ubicaba segundo en la última vuelta detrás de Gastón Mazzacane, hasta que el motor de este falló, otorgándole la victoria a Savino. Este triunfo lo hizo ingresar en la historia de la categoría, como el ganador número 207 del listado de pilotos ganadores del Turismo Carretera.

## Savino Sport
El Savino Sport es el equipo con el cual ha competido en la mayor parte de su carrera deportiva, el cual generalmente se ha encargado de atender el vehículo de José en exclusividad. Gustavo Solís y Roberto Videle corrieron algunas carreras de la temporada 2010 y Roberto Urretavizcaya una en 2011. Al mismo tiempo, compiten en las categorías del ascenso de la ACTC.
Luego de que José dejara el TC en 2020, el equipo ha participado algunas carreras con Sergio Alaux, Luis José Di Palma y Alan Ruggiero.

## Resumen de carrera
| Año  | Categoría                                  | Marca                    |
| ---- | ------------------------------------------ | ------------------------ |
| 1996 | Campeonato Argentino de Kart               | Karting Categoría Senior |
| 1996 | Campeonato Panamericano de Kart            | Karting Categoría Senior |
| 1997 | Campeonato Metropolitano de Kart           | Karting Categoría Senior |
| 1998 | Fórmula Renault Argentina                  | Crespi K4M - Renault     |
| 1999 | Fórmula Renault Argentina                  | Crespi K4M - Renault     |
| 2000 | Fórmula Renault Argentina                  | Crespi K4M - Renault     |
| 2000 | Fórmula Súper Renault Argentina            | Ralt F3R - Renault       |
| 2001 | Fórmula Súper Renault Argentina (3º)       | Ralt F3R - Renault       |
| 2001 | Fórmula 3 Sudamericana, 1 carrera          | Dallara-Honda            |
| 2002 | Campeón TC Pista                           | Ford Falcon              |
| 2002 | Fórmula Súper Renault Argentina, 1 carrera | Ralt F3R - Renault       |
| 2003 | Debut en Turismo Carretera                 | Ford Falcon              |
| 2004 | Turismo Carretera                          | Ford Falcon              |
| 2005 | Turismo Carretera                          | Ford Falcon              |
| 2006 | Turismo Carretera                          | Ford Falcon              |
| 2007 | Turismo Carretera                          | Ford Falcon              |
| 2007 | Top Race V6, 2 carreras                    | Citroën C5               |
| 2008 | Turismo Carretera                          | Ford Falcon              |
| 2009 | Turismo Carretera                          | Ford Falcon              |
| 2010 | Turismo Carretera                          | Ford Falcon              |
| 2011 | Turismo Carretera                          | Ford Falcon              |
| 2011 | Turismo Carretera                          | Dodge Cherokee           |
| 2011 | Torneo de invitados, TC Mouras             | Dodge Cherokee           |
| 2012 | Turismo Carretera                          | Ford Falcon              |
| 2012 | Torneo de invitados, TC Mouras             | Ford Falcon              |
| 2013 | Turismo Carretera                          | Ford Falcon              |
| 2013 | Campeón Torneo de invitados del TC Mouras  | Ford Falcon              |
| 2014 | Turismo Carretera                          | Ford Falcon              |
| 2014 | Torneo de invitados, TC Mouras             | Ford Falcon              |
| 2015 | Turismo Carretera                          | Ford Falcon              |
| 2016 | Turismo Carretera                          | Ford Falcon              |
| 2017 | Turismo Carretera                          | Ford Falcon              |
| 2018 | Turismo Carretera                          | Ford Falcon              |
| 2019 | Turismo Carretera                          | Ford Falcon              |
| 2020 | Turismo Carretera                          | Ford Falcon              |

## Palmarés
| Título  | Especialidad | Marca       | Año  |
| ------- | ------------ | ----------- | ---- |
| Campeón | TC Pista     | Ford Falcon | 2002 |